# Recensement de 2010 en Russie

L'emblème national du recensement de la population de 2010.

Le recensement russe de 2010 est un événement organisé par la Rosstat et a pour but de recenser la population russe.
Il s'agit du deuxième recensement organisé en Russie depuis la dislocation de l'URSS.

## Description
La première étape consiste à recenser les grandes villes du 14 au 25 octobre 2010, et certains endroits plus reculés ou secondaires, du 1er avril au 20 décembre 2010. Les préparatifs du recensement ont commencé en 2007.
Les résultats finaux sont publiés.

## Irrégularités
Le recensement souffre de nombreuses irrégularités : habitants qui refusent de se faire recenser, fausses informations données en réponse, recensement de citoyens imaginaires pour augmenter artificiellement les statistiques... D'après France 24, le « manque de collaboration » observé « s’explique par le peu de confiance que les Russes accordent aux autorités en matière de protection des données personnelles ».